# Trest smrti v Monaku
Trest smrti v Monaku byl zrušen roku 1962. Trest smrti zakázala Ústava Monaka, jenž vešla v platnost 17. prosince 1962. V této ústavě se doslovně uvádí "trest smrti je zrušen". Poslední poprava byla v Monaku vykonána v roce 1847.